# Lucille Lund
Lucille Lund (Buckley, 3 giugno 1913 – Rolling Hills, 15 febbraio 2002) è stata un'attrice statunitense.

## Biografia
Nata nello stato di Washington da due immigrati norvegesi, Lucille Lund cominciò a recitare in teatro fin da bambina e dopo aver lasciato la scuola entrò nella compagnia Henry Duffy Players, andando in tour fino alla costa del Pacifico. Successivamente studiò arte drammatica alla Northwestern University di Chicago.
Nel 1933 vinse il concorso "The Most Beautiful College Coed", che comprendeva per premio un contratto con la Universal Pictures. Il suo primo film fu Horse Play, seguito da Saturday's Millions, con Robert Young. Una parte importante l'ebbe nel 1934 con The Black Cat, film horror con Boris Karloff e Bela Lugosi.
Lucille Land ebbe dei problemi con il figlio del capo della Universal, Carl Laemmle Jr., e con il regista Edgar G. Ulmer. Entrambi cercarono di portarla a letto ma ottennero un rifiuto. Laemmle promise di rovinarle la carriera e Ulmer la fece soffrire durante alcune scene del film The Black Cat. Nella scena in cui l'attrice era appesa in una bara di vetro, per decisione del regista fu lasciata in quelle condizioni mentre il resto del cast andava a pranzo, così come avvenne anche nella scena in cui era distesa su un tavolo operatorio con uno stretto cappio di ferro al collo. Fu liberata in tempo dal collega Harry Cording. Lucille Lund lasciò la Universal dopo quel film.
Fu poi protagonista con Reb Russell nel western Range Warfare. Nel 1934 fu tra le tredici selezionate "WAMPAS Baby Stars", l'anno dell'ultima edizione di quel concorso. La sua carriera proseguì ancora per cinque anni, con una trentina di film in tutto, minori e con ruoli marginali. Sposata nel 1937 con il produttore radiofonico Kenneth Higgins (1937-1973), ebbe due figlie. Lucille Lund morì nella sua casa di Rolling Hills, in California, nel 2002, a 88 anni.

## Riconoscimenti
- "WAMPAS Baby Star" nel 1934.

## Filmografia parziale
- Horse Play (1933)
- Saturday's Millions (1933)
- Pirate Treasure (1934)
- The Black Cat, regia di Edgar G. Ulmer (1934)
- Una stella s'innamora (1934)
- Il tempio del dottor Lamar (Kiss and Make-Up) (1934)
- Range Warfare (1934)
- Timber War (1935)
- Rio Grande Romance (1936)
- Don't Get Personal, regia di William Nigh (1936)
- Blake of Scotland Yard (1937)
- What Price Vengeance (1937)
- A Fight to the Finish (1937)
- Girls Can Play (1937)
- Pericolo biondo (1938)
- The Awful Goof (1939)